# جيلا الماجور
جيلا الماجور (بالعبرية: גילה אלמגור‏) (و. 1939 – م) هي ممثلة وكاتبة من إسرائيل. ولدت في بتاح تكفا.

## جوائز
حصلت على جوائز منها:
- جائزة إسرائيل.

## روابط خارجية
- جيلا الماجور على موقع IMDb (الإنجليزية)
- جيلا الماجور على موقع ألو سيني (الفرنسية)
- جيلا الماجور على موقع ميوزك برينز (الإنجليزية)
- جيلا الماجور على موقع قاعدة بيانات الأفلام السويدية (السويدية)
- جيلا الماجور على موقع قاعدة بيانات الفيلم (الإنجليزية)
- جيلا الماجور على موقع كينوبويسك (الروسية)